# Ödön Toldi
Ödön Toldi (* 17. Juni 1893 in Budapest; † 26. Januar 1966 in Wales) war ein ungarischer Schwimmer.
Toldi nahm 1908 an den Olympischen Spielen in London teil und erreichte im neu eingeführten Wettbewerb über 200 Meter Brust den vierten Platz.
1911 war er Gewinner der ASA Championships.